# 似天竺副雙邊魚
似天竺副雙邊魚為輻鰭魚綱鱸形目鱸亞目雙邊魚科的其中一個種，分布於亞洲寮國、柬埔寨、馬來西亞及印尼的淡水流域，體長可達10公分，屬肉食性，以小型無脊椎動物及昆蟲為食。